# Antoine Sallaert
Antoine Sallaert, né à Bruxelles vers 1570/1590 et mort dans la même ville après 1648, est un peintre brabançon d'histoire, de portraits et de compositions religieuses et un auteur de cartons de tapisseries.

## Biographie

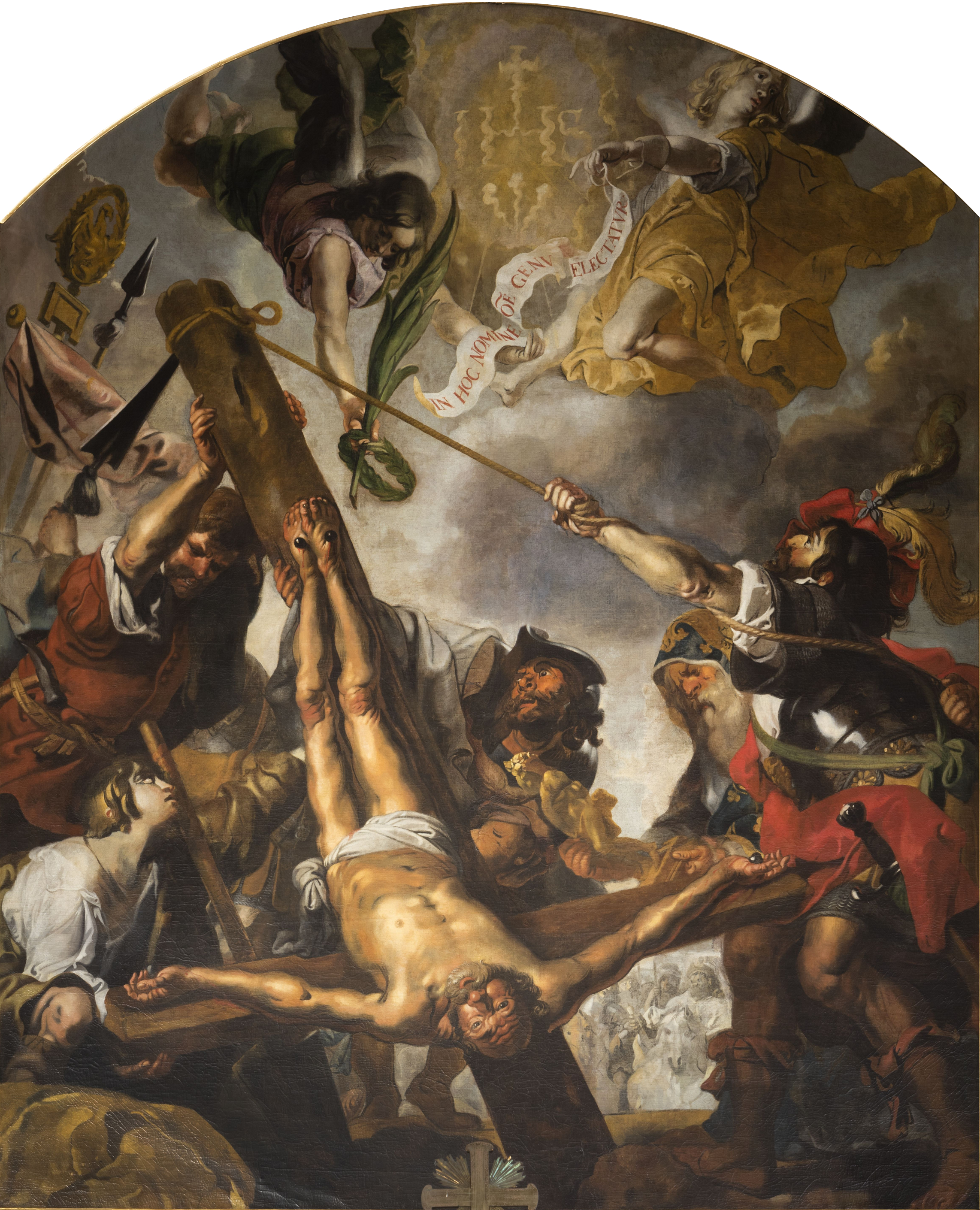
La Crucifixion de saint Pierre

Antoine Sallaert est né à Bruxelles vers 1570/ 1590,,. Il est baptisé en 1594.
Il est inscrit en 1606 comme apprenti dans le livre de la corporation des peintres de Bruxelles. Il travaille chez un certain Michel de Bordeaux ou de Bourdeaux,,.
Admis comme maître le 20 août 1613, il devient quatre fois doyen, dans les années 1633-1634, 1634-1635, 1646-1647 et 1647-1648. Il est spécialisé dans les représentations de cortèges et de processions. Contemporain et ami de Rubens, ils s'entre-aident dans leurs travaux.
Antoine Sallaert a un fils nommé Jean-Baptiste, reçu maître en 1644, il serait un peintre médiocre.
Antoine Sallaert est mort postérieurement à 1648, d'après Éduard Michel vers 1657.

## Œuvres
Antoine Sallaert traite l'histoire et le genre et fait les cartons de vingt-quatre tentures pour les tapissiers bruxellois. On voit ses ouvrages dans les musées de Bruxelles, Gand, Madrid, Berlin, etc.. Le plus remarquable et celui du musée de Turin, représentant une procession de plusieurs centaines de figures.
Il signe "A.S.".
Liste non exhaustive de ses œuvres :
- Procession des corps de métiers sur la grande place de Bruxelles[10],[11] (hauteur 1,20 m - largeur 3,83 m)[12]
- Suite de cette procession[10]
- Tir à l'arbalète auquel assistent l'archiduc Albert et l'infante son épouse[10]
- Solennité du tir de l'arc[11]
- Procession de l'Ommegang[10],[11] (hauteur 1,20 m - largeur 3,83 m)[1]
- Suite de la Procession de l'Ommegang (hauteur 1,20 m - largeur 3,83 m)[1]
- Allégorie de la passion du Christ[10],[11] (hauteur 1,97 m - largeur 1,32 m)[1]
- L'infante Isabelle abattant l'oiseau au tir du Grand-Serment (hauteur 1,80 m - largeur 3,38 m)[1]
- La Procession des Pucelles du Sablon (hauteur 1,75 m - largeur 3,35 m)[1]
- Vie de Salomon[13]

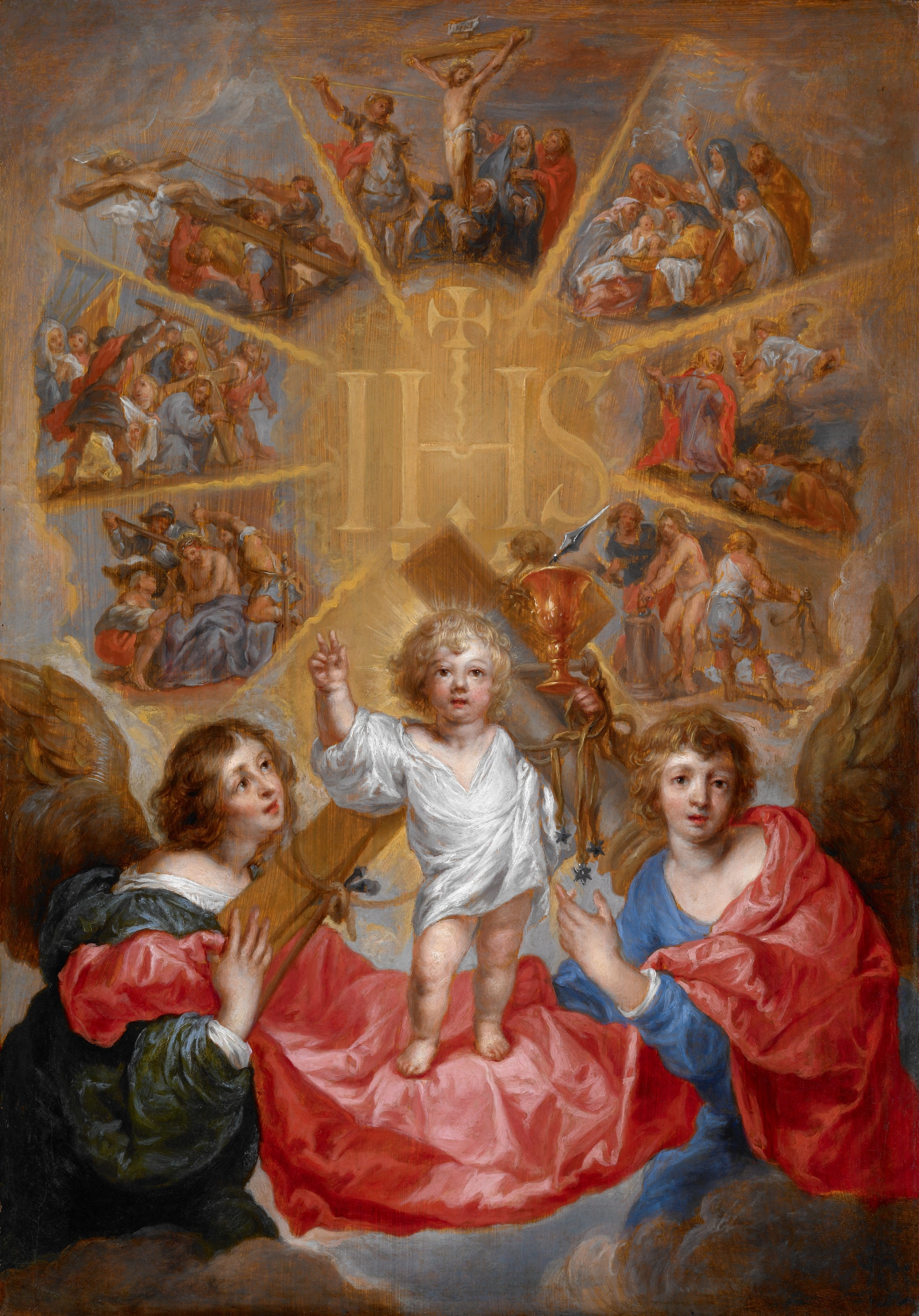
La glorification du nom de Jésus (Houston)
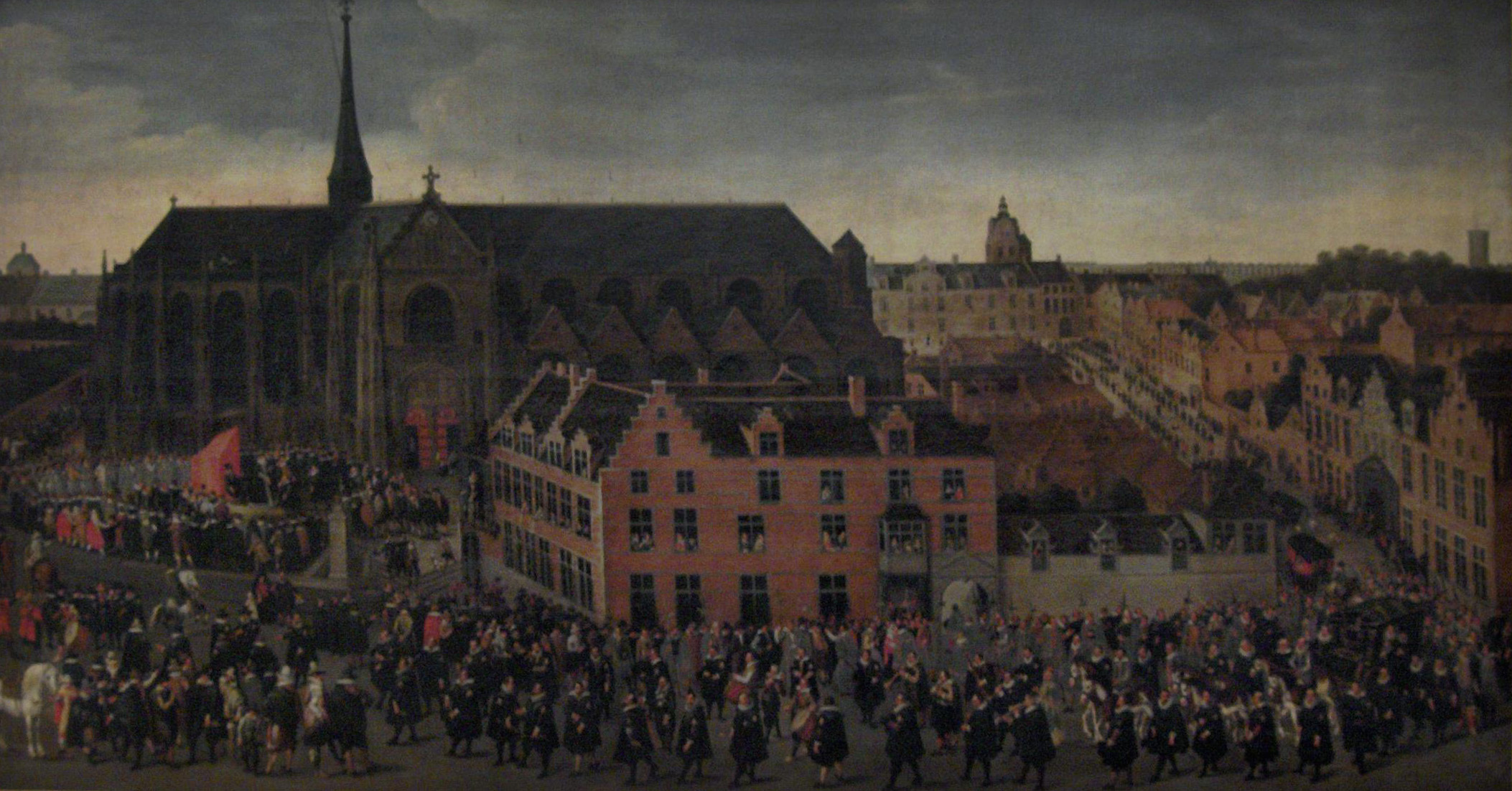
L'infante Isabelle abattant l'oiseau au tir du Grand-Serment (Bruxelles)
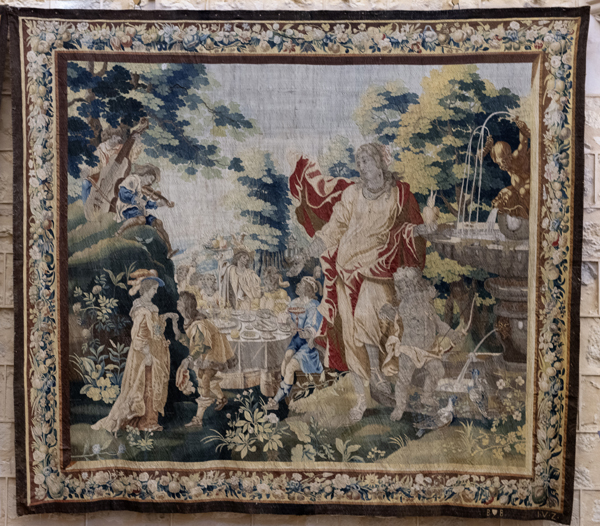
Venus (Ségovie)